# لیخنوو
لیخنوو (به چکی: Lichnov) یک منطقهٔ مسکونی در جمهوری چک است که در ناحیه نووی ییتشین واقع شده‌است. لیخنوو ۱۲٫۱ کیلومتر مربع مساحت و ۱٬۴۸۴ نفر جمعیت دارد و ۳۵۹ متر بالاتر از سطح دریا واقع شده‌است.